# Vela en los Juegos Suramericanos de 2014: Snipe Abierto
La competencia de Snipe en Santiago 2014 se llevó a cabo entre los días 12 y 17 de marzo de 2014 en el Club de Yates Higuerillas de Concón. Participaron 9 equipos.

## Resultados
| #                 | Velerista                                             | Regata 1 | Regata 2 | Regata 3 | Regata 4 | Regata 5 | Regata 6 | Regata 7 | Regata 8 | Regata 9 | Regata 10 | Regata 11 | Total |
| ----------------- | ----------------------------------------------------- | -------- | -------- | -------- | -------- | -------- | -------- | -------- | -------- | -------- | --------- | --------- | ----- |
| Medalla de oro    | Brasil · Alexandre Dias Paradeda · Gabriel Kieling    | 1        | 3        | 1        | 1        | 1        | 1        | 2        | 1        | 2        | C         | C         | 10    |
| Medalla de plata  | Argentina Luis Soubié Diego Lipszyc                   | 2        | 6        | 3        | 2        | 2        | 4        | 3        | 2        | 4        | C         | C         | 22    |
| Medalla de bronce | Argentina Constanza Álvarez Augusto Amato             | 8        | 1        | 2        | D        | 3        | 2        | 9        | 4        | 1        | C         | C         | 30    |
| 4                 | Ecuador · Édgar Diminich · Juan José Ferreti          | 6        | 4        | 4        | 5        | 9        | 6        | 4        | 5        | 5        | C         | C         | 39    |
| 5                 | Uruguay · Mariana Foglia · Pablo Defazio              | 7        | 7        | 5        | 4        | 4        | 5        | 6        | 6        | 3        | C         | C         | 40    |
| 6                 | Chile · Antonio Poncell · Pedro Vera                  | 3        | 5        | 8        | 6        | 5        | 3        | 7        | 7        | 6        | C         | C         | 42    |
| 7                 | Chile · Mathias Robertson · Nicholas Robertson        | 4        | 2        | 6        | 7        | 7        | 7        | 1        | 9        | NT       | C         | C         | 43    |
| 8                 | Perú · Alonso Collantes · Diego Figueroa              | 5        | 9        | 9        | 3        | 6        | NT       | 8        | 3        | 8        | C         | C         | 51    |
| 9                 | Colombia · Esteban Echavarría · Juan Esteban Restrepo | 9        | 8        | 7        | 8        | 8        | NT       | 5        | 8        | 7        | C         | C         | 60    |

C: Regata Cancelada; D: Descalificados; NT: No terminan